# Cristo Rey (Reforma)
Cristo Rey es una localidad del municipio de Reforma ubicado en el noroeste del estado mexicano de Chiapas.

## Geografía
La localidad de Cristo Rey se sitúa en las coordenadas geográficas 17°50′17″N 93°16′35″O / 17.838056, -93.276389, a una elevación de 32 metros sobre el nivel del mar.

## Demografía
Según el Conteo de Población y Vivienda 2020, efectuado por el Instituto Nacional de Estadística y Geografía, la localidad de Cristo Rey tiene 313 habitantes, de los cuales 154 son del sexo masculino y 159 del sexo femenino. Su tasa de fecundidad es de 2.82 hijos por mujer y tiene 84 viviendas particulares habitadas.
| Gráfica de evolución demográfica de Cristo Rey entre 1970 y 2020 |
|                                                                  |
| INEGI.                                                           |